# 나도사프란
나도사프란(문화어: 나도사푸란)은 수선화과에 속하는 여러해살이풀이다. 멕시코 원산이다. 붓꽃과에 속하는 사프란과 비슷하다고 나도사프란이라는 이름이 붙었다. 꽃을 보려고 기르는 관상 식물이다. 키는 30센티미터 정도이며, 비늘줄기에서 5~7개의 난처럼 납작하고 길쭉한 잎이 나온다. 꽃은 여름에 피는데 바깥 쪽에 있는 잎의 겨드랑이에서 꽃자루가 길게 나와 그 끝에 분홍색 꽃이 하나 달린다. 꽃덮이는 여섯 갈래로 갈라지고, 수술은 여섯 개이며 꽃밥은 노란색이다.

## 사진

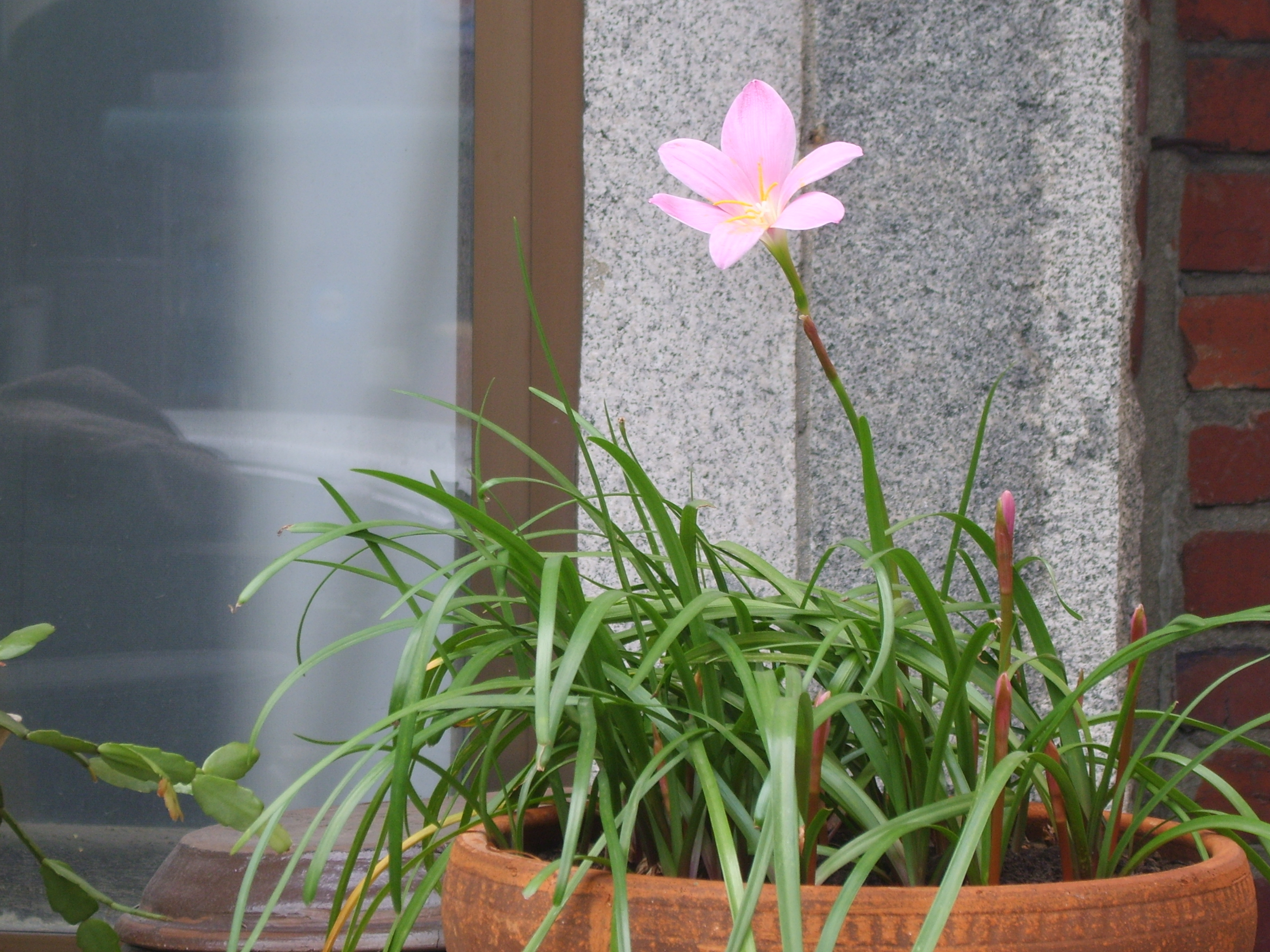
화분에 심은 나도사프란
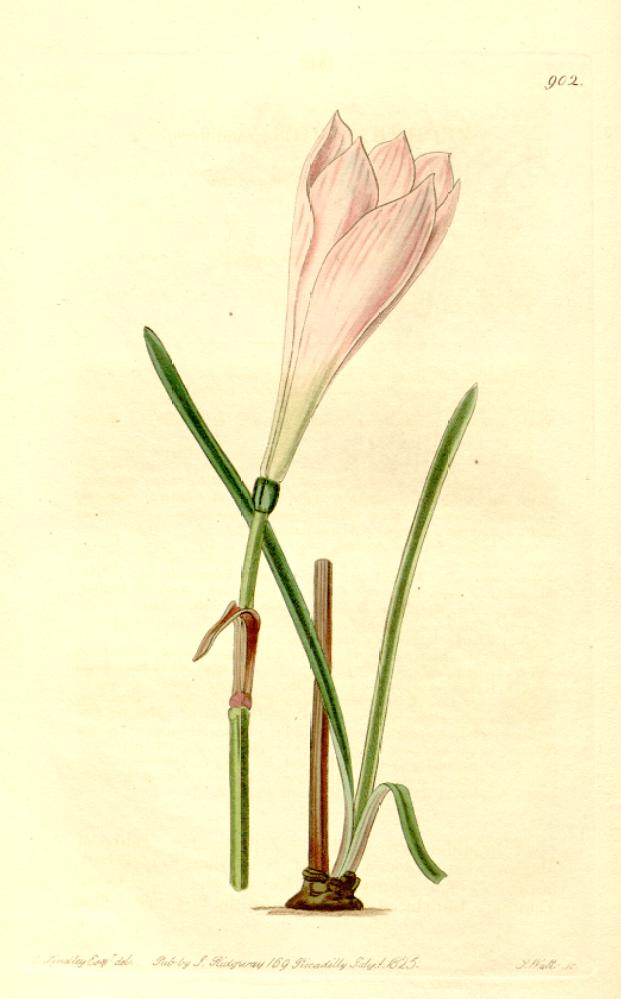
그림

## 참고 문헌
- 풀베개